# 로잔나 카터
로잔나 카터(Rosanna Carter, 1918년 9월 20일 ~ 2001년 1월 1일)는 미국의 배우, 텔레비전 배우, 영화배우이다.
나소에서 태어났으며 폼파노 비치에서 사망하였다.

## 영화
- 복수의 25시 (1991년)
- 법과 질서 (1990년)
- 그녀는 악마 (1989년)
- 노인들의 모임 (1987년)
- 다른 행성에서 온 형제 (1984년)
- 자글라 (1980년)